# Pomelo
Pomelo (Citrus maxima), též šedok, je stálezelený strom a stejnojmenný velký citrusový plod. Pochází z jihovýchodní Asie a je největším citrusovým plodem. Pomelo je jedním z původních druhů citrusů, které nevznikly křížením.  Jde o 5–15 metrů vysoký strom, s chlupatými letorosty. Řapíky listů jsou nápadně křídlaté. Pěstuje se hlavně v USA (v Kalifornii), Číně a Mexiku. V Evropě se pěstuje ve Španělsku, ale v daleko menší míře.
Pomelo má jen málo kalorií a neobsahuje sodík, ale naopak je zdrojem velkého množství draslíku a vody. Konzumuje se syrové bez slupky, také jako příměs do jiných pokrmů. Kůra se používá v čínské kuchyni. Plod pomela dorůstá i do váhy 5 kg, ale v komerční produkci jsou běžnější plody o váze okolo 1 kg. Jeho dužina je bledě žlutá, oranžová až červená. Zvýšený podíl draslíku, minimum kalorií a tuku jej předurčuje ke konzumaci při snaze o snížení cholesterolu a prevenci proti srdečním chorobám. V Číně existuje spousta léků vyrobených ze semen, květu, kůry, plodů či nakrájených a vysušených plátků. Jsou určeny pro léčbu kašle, otoků, zlepšení trávení, pomáhají při kocovině a intoxikaci (otravě) alkoholem.
Pomelo obsahuje (podobně jako např. grapefruit) furanokumariny, které mohou ovlivnit některé léky (atorvastatin, simvastatin, clopidogrel, fentanyl, kvetiapin, ziprasidon, takrolimus, tamsulosin aj.) ve smyslu vyššího rizika předávkování.

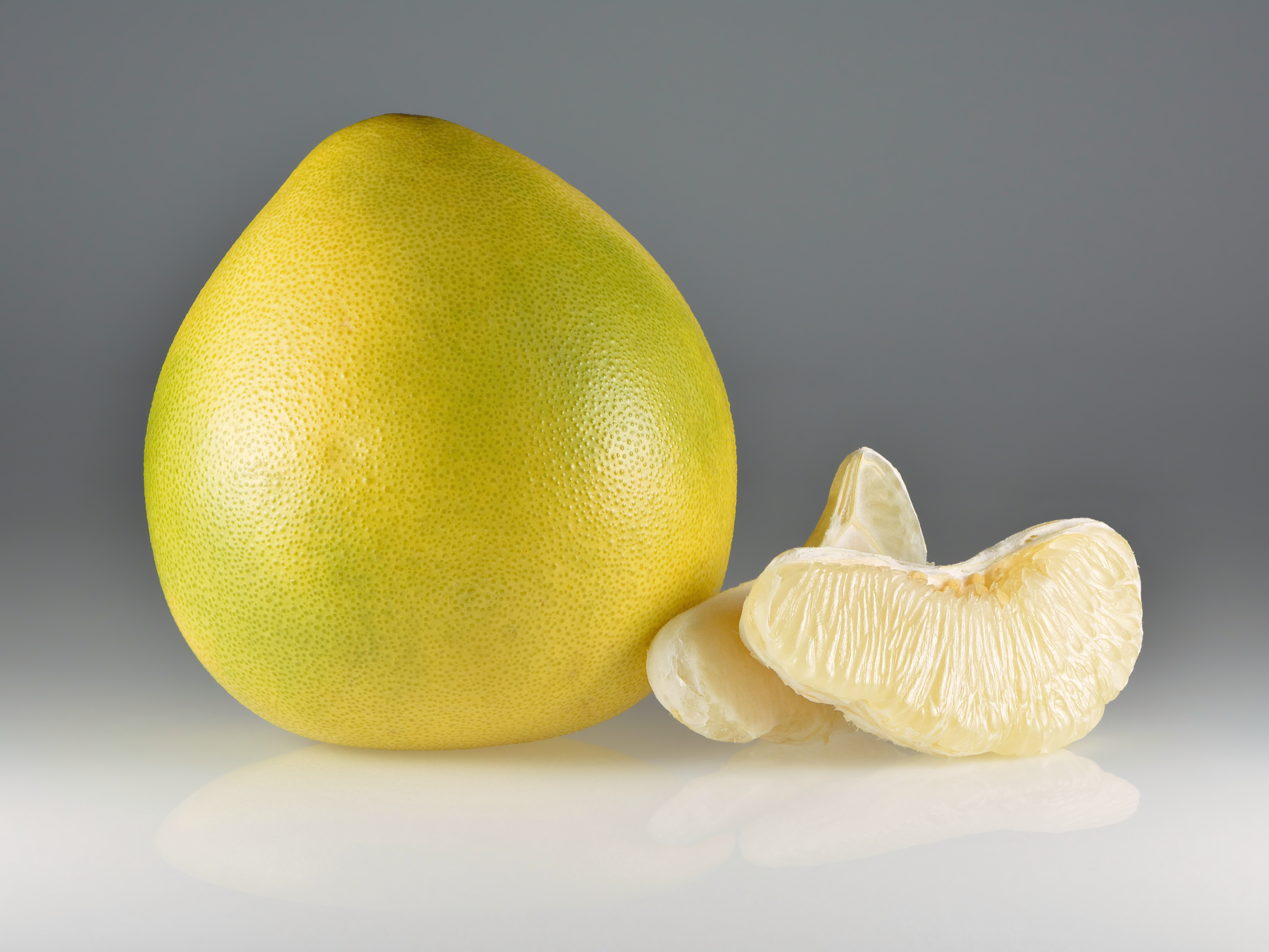
Plody pomela

## Obsah látek ve 100 g
- energetická hodnota 25 – 50 kcal
- proteiny 0,5 – 0,7 g
- tuky 0,2 – 0,6 g
- sacharidy 6 – 12 g
- sodík 0,8 mg
- draslík 259 mg
- mangan 16 mg
- železo 0,5 – 0,9 mg
- vitamín C 36 – 49,8 mg